# II liga
II liga (Druga Liga, phát âm tiếng Ba Lan: [ˈdruɡa ˈlʲiɡa]) là một giải đấu bóng đá Ba Lan. Đây là giải hạng ba của hệ thống giải đấu bóng đá Ba Lan.
Kể từ mùa giải 2014/15, giải đấu bao gồm 18 đội. Hai đội đầu tiên giành chiến thắng sẽ được thăng hạng lên I Liga. Các đội từ xếp hạng 15–18 tụt hạng xuống giải III Liga. Các đội sẽ thi đấu 34 hàng, mỗi hàng 9 trận đấu (bao gồm 306 cuộc họp) chia làm hai vòng: mùa thu và mùa xuân.

## Câu lạc bộ
18 câu lạc bộ sau đây thi đấu trong mùa giải liga II 2019.
| Câu lạc bộ           | Xếp hạng mùa giải 2019            | Mùa giải đầu tiên tại II liga |
| -------------------- | --------------------------------- | ----------------------------- |
| Błękitni Stargard    | 12                                | 2013–14                       |
| Bytovia Bytów        | 16 (I liga, xuống hạng)           | 2019–20                       |
| Elana Toruń          | 4 (I liga, xuống hạng)            | 2018–19                       |
| Garbarnia Kraków     | 18 (I liga, xuống hạng)           | 2019–20                       |
| GKS Katowice         | 17                                | 2019–20                       |
| Górnik Łęczna        | 9                                 | 2018–19                       |
| Górnik Polkowice     | 1 (III liga, thăng hạng)          | 2019–20                       |
| Gryf Wejherowo       | 14                                | 2015–16                       |
| Lech II Poznań       | 1 (III liga, thăng hạng)          | 2019–20                       |
| Legionovia Legionowo | 1 (III liga, thăng hạng)          | 2019–20                       |
| Olimpia Elbląg       | 13                                | 2016–17                       |
| Pogoń Siedlce        | 6                                 | 2018–19                       |
| Resovia              | 10                                | 2018–19                       |
| Skra Częstochowa     | 11                                | 2018–19                       |
| Stal Rzeszów         | 1 (III liga, bảng IV, thăng hạng) | 2019–20                       |
| Stal Stalowa Wola    | 7                                 | 2010–11                       |
| Widzew Łódź          | 5                                 | 2018–19                       |
| Znicz Pruszków       | 8                                 | 2017–18                       |